# Marcelo Santos
Marcelo Santos Vera (Bahía de Caráquez, 26 de agosto de 1938-Guayaquil, 1 de septiembre de 2010) fue un abogado y político conservador ecuatoriano. Durante su vida ocupó varios cargos públicos, entre los que destacan Diputado, Asambleísta, Ministro de Gobierno y Embajador de Ecuador ante la Santa Sede.

## Biografía
Nació el 26 de agosto de 1938 en Bahía de Caráquez. Realizó sus estudios primarios en el Colegio Salesiano San Pedro Apóstol y los secundarios en el Colegio Nacional Eloy Alfaro, donde se graduó como mejor bachiller. Se mudó a Guayaquil para realizar sus estudios universitarios, graduándose en la Universidad de Guayaquil de abogado en 1964. Durante sus años de estudio fue miembro de varios cuerpos representativos de estudiantes, llegando a ser incluso presidente de la Federación de Estudiantes Universitarios del Ecuador en Guayas.
Desde 1962 estuvo afiliado al Partido Social Cristiano (PSC), desempeñando los cargos de presidente de juventudes socialcristianas y presidente del partido en Guayas por varias ocasiones. Ocupó así mismo el puesto de presidente nacional del partido entre 1968 y 1970. De la mano del PSC, fue elegido diputado por la provincia de Guayas en las elecciones legislativas de 1968, para el periodo 1968-1970.
Fue inspector general de la Nación desde 1984 a 1985, durante la presidencia socialcristiana de León Febres-Cordero Ribadeneyra. En 1986 fue elegido diputado por la provincia de Manabí por el Partido Social Cristiano.
En 1991 se desafilió del PSC y se unió al Partido Conservador. En las elecciones de 1992 fue elegido diputado nacional por el Partido Conservador, siendo una de las fichas claves en la alianza ente el Partido Conservador y el Partido de la Unión Republicana, del candidato presidencial Sixto Durán Ballén.
Un año más tarde dejó su curul, tras ser nombrado Ministro de Gobierno por el presidente Ballén, puesto que ocupó hasta finales de 1994, y que dejó en medio de varias denuncias de corrupción dentro de la Policía Nacional por las que tuvo que rendir su testimonio frente al Congreso. Durante el tiempo restante de la presidencia de Ballén ocupó el cargo de Embajador de Ecuador ante la Santa Sede.
Fue parte de la Asamblea Constituyente de 1997 como asambleísta de la bancada del Partido Social Cristiano (aun estando afiliado al partido conservador). Fue designado vicepresidente de la Asamblea por la mayoría de derecha del PSC, DP y FRA; sin embargo, renunció a la vicepresidencia el 20 de abril de 1998 junto con el presidente de la Asamblea, Osvaldo Hurtado Larrea, luego de que algunas reformas promovidas por la mayoría fallaran y Hurtado declarara que la misma se había disuelto.
En la presidencia de Gustavo Noboa, fue nombrado secretario general de la Administración Pública; además fue identificado como una de las figuras más cercanas al presidente.
Debido a problemas de salud producidos por su insuficiencia renal, tuvo que retirarse de la vida política durante sus últimos años. Murió en Guayaquil, el 31 de agosto de 2010, a causa de un paro cardiaco. A los pocos días de su muerte, el expresidente Noboa se expresó de él diciendo: "el país pierde un gran caballero que siempre hizo de la lucha política una actividad en beneficio del país".

## Vésae también
- Partido Conservador Ecuatoriano